# Percorsi Occitani
I Percorsi Occitani sono un itinerario escursionistico divisi in 13 tappe, lungo l'intera valle Maira, in provincia di Cuneo.

## Caratteristiche
Il tracciato fu concepito negli anni novanta del XX secolo, da un'idea comune delle pubbliche amministrazioni e degli albergatori della valle. L'idea iniziale era di realizzare un tracciato in 16 tappe, poi ridotte a 14 con partenza ed arrivo a Villar San Costanzo. Lo sviluppo complessivo è di circa 100 km. Attualmente, il percorso si sviluppa su 13 tappe, con alcuni itinerari trasversali e varianti.
Il tracciato è stato studiato con un doppio scopo. Da un lato, intende essere interessante da un punto di vista escursionistico e paesaggistico; dall'altro intende anche avere un interesse storico ed antropologico. A questo fine, il tracciato attraversa numerose borgate di montagna, alcune abbandonate, le più ancora abitate; la loro visita permette di avere un'idea approfondita dello svolgersi della vita quotidiana in montagna.
Come per altre iniziative analoghe, quali la Grande Traversata delle Alpi o la Via Alpina, agli estremi di ogni tappa si trova un posto tappa, che può essere un albergo, un rifugio alpino, un rifugio escursionistico od altro ancora,, a seconda della localizzazione della tappa. Vi sono inoltre dei punti di appoggio intermedi, per un totale di 22 strutture ricettive.
Il percorso è indicato a terra con segni di vernice gialla, e con un'apposita segnaletica verticale. Oltre che a piedi, è percorribile anche a cavallo od in mountain bike. Il tracciato è riportato sulla cartografia 1:25.000 pubblicata a cura della Comunità montana.

## Elenco tappe
Il giro è nato per essere percorso da valle a monte in destra orografica, per poi tornare in sinistra orografica. In seguito il tracciato è stato modificato ed invertito; la tabella seguente riporta le tappe attuali, come indicate sul sito ufficiale dei percorsi, con partenza dall'Albergo Ristorante I Ciciu di Villar San Costanzo, localizzato all'ingresso della Riserva Naturale omonima.
| Tappa | Da                                          | A                                         | Posto tappa arrivo                    |
| ----- | ------------------------------------------- | ----------------------------------------- | ------------------------------------- |
| 1     | Villar San Costanzo (I Ciciu) (650 m)       | Sant'Anna di Roccabruna (1252 m)          | Ristorante albergo Roccerè            |
| 2     | Sant'Anna di Roccabruna (1252 m)            | Pagliero di San Damiano Macra (1015 m)    | Locanda Il Campo della Quercia        |
| 3     | Pagliero (1015 m)                           | Camoglieres di Macra (992 m)              | La Locanda del Silenzio               |
| 4     | Camoglieres di Macra (992 m)                | San Martino inferiore di Stroppo (1400 m) | Circolo ACLI Borgata San Martino      |
| 5     | San Martino inferiore di Stroppo (1400 m)\| | Elva (1637 m)                             | Circolo ACLI San Pancrazio d'Elva     |
| 6     | Elva (1637 m)                               | San Michele di Prazzo (1353 m)            | Locanda La tano di Grich              |
| 7     | San Michele di Prazzo (1353 m)              | Ussolo (1337 m)                           | Trattoria La Carlina                  |
| 8     | Ussolo (1337 m)                             | Chiappera (1640 m)                        | Rifugio Campo Base                    |
| 9     | Chiappera (1640 m)                          | Chialvetta (1494 m)                       | Trattoria della Gardetta              |
| 10    | Chialvetta (1494 m)                         | Gardetta (2335 m)                         | Rifugio della Gardetta                |
| 11    | Gardetta (2335 m)                           | Marmora (1494 m)                          | Rifugio Brec dal Vern                 |
| 12    | Arata Marmora (1494 m)                      | Palent (1463 m)                           | Rifugio Palent                        |
| 13    | Palent (1463 m)                             | Celle di Macra (1270 m)                   | Posto tappa GTA Palazzo del Municipio |

In alternativa, l'ultima tappa può essere effettuata da Palent a Camoglieres.

### Cartografia
- Sistema Informativo Territoriale della provincia di Cuneo, su base cartografica 1:10.000
- Provincia di Cuneo - Comunità montana Valli Grana e Maira: Carta dei sentieri scala 1:25.000 Valle Maira